# Nina (rivière)
Pour les articles homonymes, voir Nina.
La rivière Nina (en anglais : Nina River) est un cours d’eau du nord de la région de la Canterbury dans l’Île du Sud de la Nouvelle-Zélande.

## Géographie
Elle s’écoule de façon prédominante vers l’est à partir de sa source dans le Parc forestier du lac Sumner, virant brièvement au sud-est avant de s’écouler dans la rivière Boyle à 35 km à l’ouest de la ville de  Hanmer Springs.